# Święty kąt

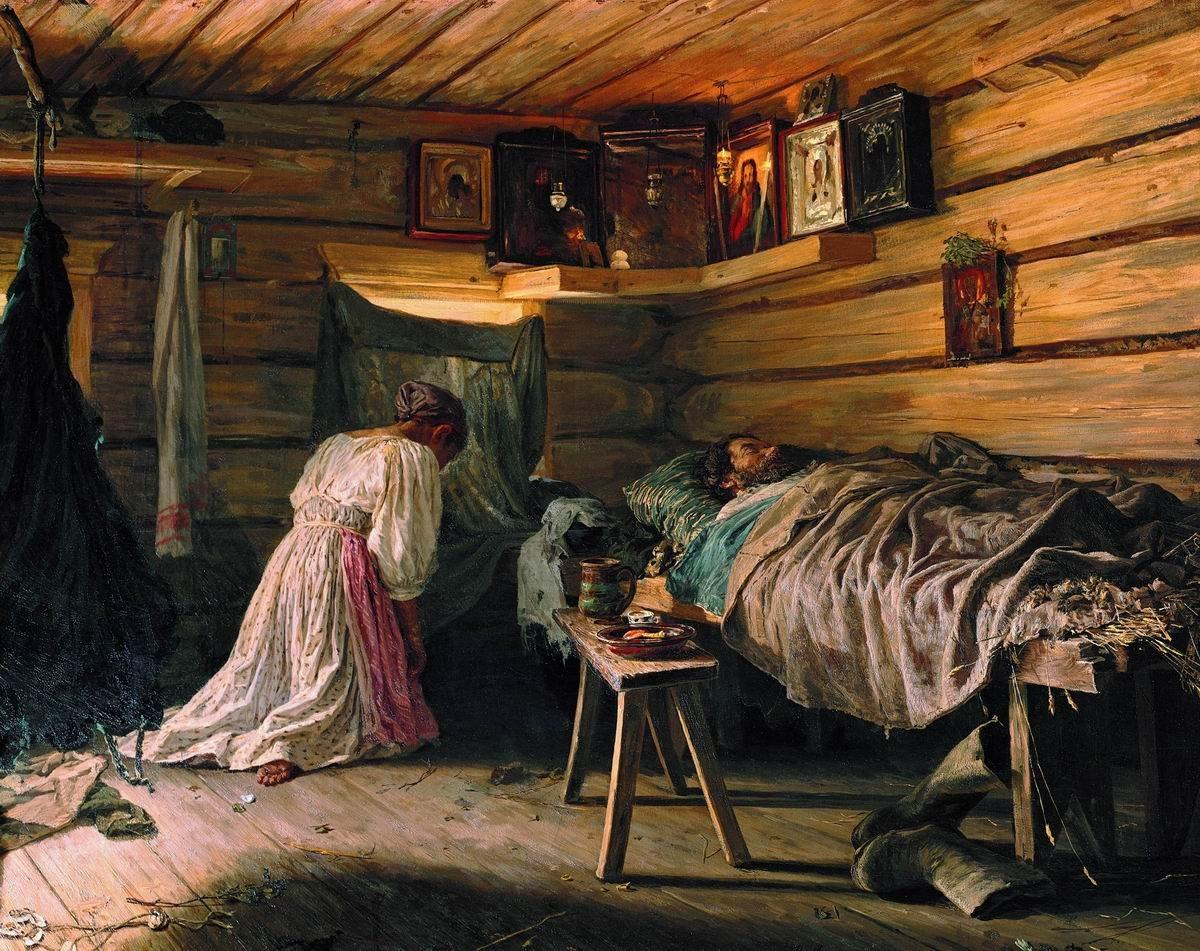
Piękny kącik w chłopskiej chacie, XIX wiek

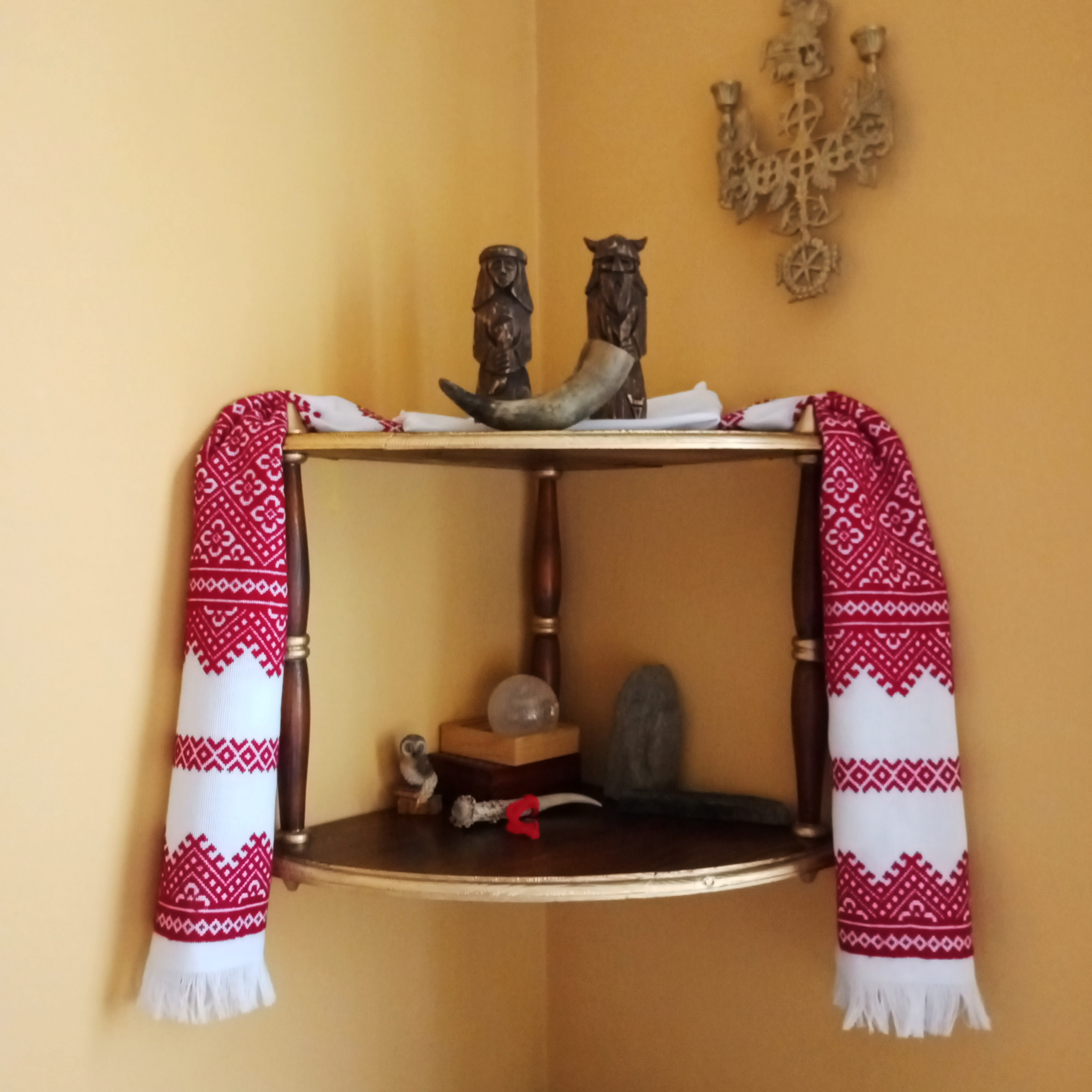
Współczesny rodzimowierczy święty kąt

Święty kąt, pokuć, paradny róg, jasny kąt, ikonostas domowy – forma ołtarza domowego występująca w prawosławiu, katolicyzmie oraz rodzimowierstwie słowiańskim, mająca rodowód przedchrześcijański oraz typowa dla terenów Słowiańszczyzny północnej, zachodniej części południowej, a także Bałtów.

## Położenie
Tradycyjnie znajdowało się przy wschodniej ścianie, po przekątnej od wejścia, z łatwym dostępem. Umożliwiało to każdemu wchodzącemu oddanie czci ikonom przez ukłon lub przeżegnanie się.
W przypadku prawosławia współcześnie zaleca się ustawianie ikon przy ścianie wschodniej, ale jeśli rozkład domu czy mieszkania na to nie pozwala, można piękny kącik założyć w dowolnym miejscu, tak jednak organizując otoczenie, aby ikony były odpowiednio wyeksponowane i tworzyły właściwe miejsce do modlitwy. Przed ikonami powinno być dostatecznie dużo miejsca, żeby mogła zmieścić się cała rodzina, nic w najbliższym otoczeniu nie powinno rozpraszać modlących się osób, a elementy wystroju mieszkania nie powinny dominować nad ikonostasem. W szczególności w sąsiedztwie ikon nie powinny znajdować się ściśle świeckie elementy dekoracyjne, kalendarze, plakaty itp. Ikony powinny być umieszczone na poziomie oczu osób modlących się. Pod ikonami może znajdować się stolik, na którym kładzie się księgi modlitewne, Ewangelię, a także zapala świece w czasie modlitwy. Ikonostas można przystroić kwiatami. W tradycji rosyjskiej i ukraińskiej na ikonach wieszano specjalnie wyszywane ręczniki. Ozdoby nie mogą zasłaniać lica ikon.

## W prawosławiu
W prawosławiu w pięknym kąciku przechowuje się też poświęcone w cerkwi świece, palmy wielkanocne, Pismo Święte i wodę święconą.

### Rozmieszczenie ikon
O ile miejsce umieszczenia i forma ikonostasu domowego jest dowolne (o ile spełnia powyższe warunki), o tyle rozmieszczenie ikon musi być zgodne z regułami hierarchii.
Jako minimum, w domu powinny znajdować się ikony Jezusa Chrystusa i Matki Bożej (patrz ikony ślubne). Ikona Chrystusa Zbawiciela musi być w centrum; zwykle w domach umieszcza się wizerunek Chrystusa błogosławiącego, ukazanego do pasa. Na lewo (dla patrzącego) od niej umieszcza się ikonę Matki Bożej, najczęściej jeden z wariantów typu Hodegetria lub Eleusa. Nad tymi ikonami można umieścić tylko krucyfiks i ikonę przedstawiającą Trójcę Świętą.
W jednym rzędzie z ikonami Jezusa i Bożej Matki można umieścić ikonę Jana Chrzciciela, otrzymując klasyczny tryptyk Deesis. Zamiast Jana Chrzciciela można wyeksponować przedstawienie innego wielkiego świętego, na przykład Mikołaja Cudotwórcy. Inne ikony należy rozmieścić (o ile to możliwe, symetrycznie) po obu stronach i poniżej grupy centralnej. Zalecane są ikony świętych patronów członków rodziny, ikony na miarę oraz ikony świętych, do których zanosi się modlitwy o ochronę i wspomożenie.